# Sonate pour deux pianos (Stravinsky)
Pour les articles homonymes, voir Sonate pour deux pianos.
La Sonate pour deux pianos d'Igor Stravinsky est une sonate pour deux pianos composée en 1943-1944 à Hollywood et créée le 2 août 1944 à Madison (Wisconsin) par Nadia Boulanger et Richard Johnston (en).

## Présentation
Contemporaine des Scènes de ballet pour orchestre, la Sonate pour deux pianos est composée à Hollywood en 1943 et 1944. Elle est initialement conçue comme une œuvre pour piano seul mais repensée par Stravinsky, qui indique « qu'il fallait quatre mains pour réaliser clairement les quatre lignes » de sa composition.
La partition est créée le 2 août 1944 à l'Edgewood College of the Dominican Sisters de Madison, avec Nadia Boulanger et Richard Johnston aux pianos,.

## Structure
La Sonate pour deux pianos est constituée de trois mouvements, dont le deuxième est un thème avec variations, :
- I. Moderato, en fa majeur, bi-thématique[1] ;
- II. Thème avec variations, en sol majeur, largo[1] :
  - Thème
  - Variation I
  - Variation II
  - Variation III
  - Variation IV
- III. Allegretto, en sol mineur, de forme ABA[3].

L’œuvre a une durée moyenne d'exécution de dix minutes environ.